# Franciszek Stobik
Franciszek Stobik (ur. 17 września 1917 w Skoczowie (Śląsk Cieszyński), zm. 3 kwietnia 1975 w Katowicach) – polski artysta fotograf, uhonorowany tytułami Artiste FIAP (AFIAP) oraz Excellence FIAP (EFIAP). Członek rzeczywisty Okręgu Śląskiego Związku Polskich Artystów Fotografików. Prezes Zarządu katowickiego oddziału Polskiego Towarzystwa Fotograficznego. Członek Śląskiego Towarzystwa Miłośników Fotografii w Katowicach.

## Życiorys
Franciszek Stobik związany z katowickim środowiskiem fotograficznym – przez większość swojego życia mieszkał, pracował i tworzył w Katowicach. Fotografią interesował się od 1929 roku. Był synem Józefa i Marii z domu Kajfosz. W 1936 roku ukończył Gimnazjum Humanistycznym w Bielsku, gdzie otrzymał świadectwo maturalne. W 1939 roku został przyjęty w poczet członków Śląskiego Towarzystwa Miłośników Fotografii w Katowicach. Po zakończeniu II wojny światowej – w 1945 roku zamieszkał w Katowicach, gdzie w 1949 roku był jednym ze współzałożycieli i prezesem Zarządu (nowo utworzonego) katowickiego oddziału Polskiego Towarzystwa Fotograficznego, W 1951 roku został przyjęty w poczet członków ówczesnego Polskiego Związku Fotografików – późniejszego (od 1952 roku) Związku Polskich Artystów Fotografików. W latach: 1952, 1955, 1961, 1964, 1975 pełnił funkcję delegata Okręgu Śląskiego ZPAF – biorącego udział w kolejnych Walnych Zjazdach ZPAF. W 1964 roku pełnił funkcję prezesa Zarządu Okręgu Śląskiego Związku Polskich Artystów Fotografików. 
Franciszek Stobik jest autorem i współautorem wielu wystaw fotograficznych; indywidualnych, zbiorowych, poplenerowych oraz pokonkursowych. Brał aktywny udział w Międzynarodowych Salonach Fotograficznych, organizowanych m.in. pod patronatem FIAP, zdobywając wiele medali, nagród, wyróżnień, dyplomów, listów gratulacyjnych. Jego zdjęcia były wielokrotnie publikowane w ówczesnej, specjalistycznej prasie fotograficznej – m.in. w Świecie fotografii, Fotografii, Almanachu Fotografiki Polskiej. Zdecydowana większość fotografii Franciszka Stobika nawiązywała do tematyki związanej z górnictwem – w dużej części wykonywana w szlachetnej technice bromowej, technice solaryzacji, technice izohelii. Pokłosiem udziału w Międzynarodowych Salonach Fotograficznych (pod patronatem FIAP) było przyznanie Franciszkowi Stobikowi (w 1963 roku) tytułu honorowego Artiste FIAP (AFIAP) oraz (w 1972 roku) tytuł Excellence FIAP (EFIAP) – tytułów nadanych przez Międzynarodową Federację Sztuki Fotograficznej FIAP, obecnie z siedzibą w Luksemburgu. 
Franciszek Stobik zmarł 3 kwietnia 1975 w Katowicach, pochowany na cmentarzu przy ul. Francuskiej w Katowicach.

## Odznaczenia
- Złoty Krzyż Zasługi (1965)
- Krzyż Kawalerski Orderu Odrodzenia Polski (1970)
- Medal 30-lecia Polski Ludowej (1975)

Źródło